# Czarna Glina
Czarna [pronunciación en polaco: /ˈt͡ʂarna ˈɡlina/] es un pueblo ubicado en el distrito administrativo de Gmina Ćmielów, dentro del condado de Ostrowiec, Voivodato de Świętokrzyskie, en el centro-sur de Polonia. Se encuentra a unos 6 kilómetros al norte de Ćmielów, a 8 kilómetros al este de Ostrowiec Świętokrzyski, y a 63 kilómetros al este de la capital regional Kielce.
El pueblo tiene una población de 20 habitantes.